# Gornja Gradina
Gornja Gradina (szerbül: Горња Градина), falu Bosznia-Hercegovinában, Bosanska krajina területén, Kozarska Dubica községben, a Szerb Köztársaságban. 

## Fekvése
Bosznia-Hercegovina északi részén, Banja Lukától légvonalban 56, közúton 72 km-re északnyugatra, községközpontjától légvonalban 15, közúton 18 km-re délnyugatra, 150 – 300 méteres tengerszint feletti magasságban, az Una völgyétől délre elterülő dombvidéken és a Krešno polje mezején fekszik.

## Népessége
| Nemzetiségi csoport | Népesség 1991 | Népesség 2013 |
| ------------------- | ------------- | ------------- |
| Szerb               | 194           | 117           |
| Bosnyák             | 0             | 0             |
| Horvát              | 0             | 0             |
| Jugoszláv           | 2             | 0             |
| Egyéb               | 6             | 0             |
| Összesen            | 202           | 117           |

## Története
A régészeti leletek tanúsága szerint területén már az őskortól fogva éltek emberek. A Puharska-patakba ömlő kis patakocska völgye felett a Zidina nevű domb platóján és lejtőin őskori kerámiatöredékek és háztartási hulladék található. Ez egyértelműen őskori településre utal. A közelükben római falmaradványok is vannak, melyek a hely későbbi használatára is utalnak. A falu területén római korról még egy lelőhely is tanúskodik, ahol ugyancsak épület alapfalai találhatók. A középkorban itt állt Prikovrh vára is, melyről írásos forrás csak a török korból, vélhetően a 17. század második feléből található.
A település 1878-ig tartozott az Oszmán Birodalomhoz, ekkor a berlini kongresszus határozata alapján az Osztrák-Magyar Monarchia része lett. 1879-ben az első osztrák-magyar népszámlálás során a Kostajnicai járáshoz tartozó Strigova község részeként Gradina falunak 32 háztartása és 176 ortodox szerb lakosa volt. 1910-ben a Bosanska Dubica-i járásban fekvő Gornja Gradinán 40 háztartást, 248 ortodox szerb lakost találtak. A monarchia szétesésével 1918-ben előbb a Szerb-Horvát-Szlovén Királyság, majd 1929-től a Jugoszláv Királyság része. 1921-ben a községnek 36 háztartása és 228 lakosa volt. Jugoszlávia megszállása után a falu a Független Horvát Állam (NDH) része lett. 1945-től a település a szocialista Jugoszlávia része volt. A Bosznia-Hercegovinában zajló polgárháború idején a település a Boszniai Szerb Köztársaság része volt. 1995. szeptember 18-án és 19-én az Una horvát hadművelet keretében Kozarska Dubica község területét megtámadta a Horvát Köztársaság hadserege (HV). Ezt a támadást a Boszniai Szerb Köztársaság hadserege (VRS) és a helyi lakosság visszaverte. A daytoni békeszerződést követő területfelosztásnál a település, Kozarska Dubica község részeként a Szerb Köztársaság területéhez került.

## Nevezetességei
- Crkvina – római épület alapfalai és római kori téglatöredékek.[4]

- Stari Grad – Prikovrh, középkori vár romjai.[4] A vár közvetlen közelében található Dvorište falu a Jelovac uradalom maradványaival, amely egykor a blagaji Babonić család tulajdona volt. A maradványokat a mai Dubica múltjának és történelmének legjobb ismerője, Hašim Šerić fedezte fel. Prikovrhról a Babonić család ismert iratai nem tesznek említést. A török forrásokban Prikovrh csak egyszer szerepel az őrség dátum nélküli kérelmében, mely a 17. század második felében íródott. Ebben az őrség fizetésének elmaradását sérelmezte.[8]

- Zidina – őskori erődítmény maradványai és késő ókori épületromok a Gradina faluból a Puharska-patakba ömlő patak völgye felett. A domb platóján és lejtőin őskori kerámiatöredékek és háztartási hulladék található. Az északi lejtőkön falmaradványok is vannak, melyek a vaskorból és a késő ókorból származnak.[4]